# Alifakovac
Alifakovac je kvart (gradska četvrt) u općini Stari Grad u Sarajevu, naziv ulice (Veliki Alifakovac i Mali Alifakovac), a tu je smješteno istoimeno groblje.

## Groblje na Alifakovcu
Na Alifakovcu, iznad Šeher-ćehajinog mosta, nalazi se veliko i po svom položaju jedno od najljepših starih sarajevskih grobalja. Kada se popnemo na vrh ulice Veliki Alifakovac, dočekuje nas veliki kaldrmisan plato, oko kojeg je smješteno groblje ispresijecano putevima koji vode na više strana: prema Babića Bašči, Kozjoj Ćupriji, Čeljigovićima, Magodi-Megari, Malom i Velikom Alifakovcu. U središtu groblja, na njegovoj najistaknutijioj tački, stoje dva manja kamena otvorena turbeta na stubovima, a oko njih su na sve strane razasuti snježnobijeli nišani različitih oblika i veličine, razbacani po zelenoj travi obrasloj visokim drvećem. Sliku ambijenta upotpunjuje i jedna stara česma.
Ali, značaj nekropole na Alifakovcu ne leži samo u tome; ona je možda značajnija s gledišta povijesti. Preko tri stotine nadgrobnih spomenika, od kojih više od dvije stotine s epitafima (natpisima), pružaju nam zanimljive podatke o prošlosti grada na Miljacki i predstavljaju pravi arhiv u kamenu. Danas smo u mogućnosti da svoja ranija saznanja o vremenu ove nekropole upotpunimo i najnovijim nalazima. Naime, prilikom uređenja groblja, u zemlji je pronađen nadgrobni spomenik, nišan oblika veće stele, s čije je jedne strane isklesana ruka savijena u laktu, sa šest ispruženih prstiju iznad kojih je mjesec, koji ruka kao da želi dohvatiti. Na jednoj užoj strani je mač s poluloptama. Pored ovog nišana je i drugi, a na skošenju ima cik-cak linije. To su elementi koji nam govore da je groblje na Alifakovcu nastalo još u 15. stoljeću. Nišani s natpisima u pjesmi ili u prozi, izvedeni u raznim varijantama arapskog pisma, daju obilje podataka o većem broju učenih osoba, pjesnika, dobrotvora i esnaflija starog Sarajeva. Groblje na Alifakovcu je poznato kao i Musafirsko groblje gdje su sahranjivani stranci koje bi smrt zatekla u Sarajevu.

## Ulice u okolini Alifakovca
Ulica Alifakovac se nalazi na lijevoj strani Miljacke, u istočnom dijelu grada koji se naziva Alifakovac. Počinje od Šeher-Čehajinog mosta kraj Vijećnice pa vodi na istok preko spomenutog naselja Alifakovac, zatim trasom ispod turbeta do mjesta gdje se sastaje s ulicom Podcarina.
Predjel grada kroz koji vodi ta ulica poznat je pod imenom Alifakovac; obuhvaća još niz tamošnjih ulica i ima znatnu povijest, a danas i turističku vrijednost. Slijedeći narodnu etimologiju, ime je nastalo po Ali Ufaku ( „Alija Niski“), legendarnom šejhu iz starije historije Sarajeva, koji je, po tradiciji, i pokopan na alifakovačkom groblju. Pomenutog Ali Ufaka ovjekovječio je u bosanskohercegovačkoj književnosti Vladimir Tmuša. Slijedeći pak puteve nauke, ta etimologija nije tačna zbog jednostavnog razloga, zato što u turskom jeziku nije moglo postojati ime s pridjevom iza imenice. Zaista, kraj je dobio ime Alifakovac po Ali- fakihu, sarajevskom pravniku i učenjaku iz druge polovine 15. stoljeća, koji je u svojstvu svjedoka naveden u Gazi Isa begovoj zakladnoj povelji 1462. godine.
Najstariji poznati naziv ove ulice u sastavu predjela Alifakovca je Carina. To ime je ubilježeno u prvom planu grada iz 1882. godine, a nastalo je mnogo prije po tome što se negdje na dužini saobraćajnice sličnog imena carinila roba koja je s istočne strane donošena na sarajevsko tržište. Biće da se ta carina stvarno vršila na krajnjem istoku današnje ulice, na sastavu s ulicom Podcarina, gdje je u prvim godinama austrougarske uprave sagrađena zgrada maltarnice (carine) koja se i danas nalazi tamo. Po toj istoj carini, ili, bolje rečeno, po imenu ulice Carina nastao je naziv nešto niže položene susjedne ulice Podcarina, čije je prvobitno ime bilo Pod carinom. Ime te druge ulice ostalo je do danas, a ime osnovne saobraćajnice Carine izgubilo se. Otprilike negdje 1885. godine ulica je dobila novo ime Veliki Alifakovac po imenu kraja kroz koji vodi. Takav naziv je bio u uporabi sve do 1931. godine, a a tada se ulica prozvala imenom srpskog političara i državnika Stojana Protića (1857. – 1923.), autora odgovora Srbije na austrougarski ultimatum uoči prvog svjetskog rata, 1914. godine.
Za vrijeme okupacije 1941. – 1945. godine ulica se opet zvala Veliki Alifakovac.
Ulica se sve do negdje 1996. godine zvala Vladimira Gaćinovića, a to ime dato joj je 6. travnja 1946. godine, na dan oslobođenja Sarajeva, u spomen na Vladimira (Vladu) Gaćinovića, zapaženog bosanskog političara, revolucionara i pisca ( rođen 1890. godine u Kačanju kraj Bileće, umro 1917. godine u Frajburgu u Švicarskoj). On je također bio i jedan od organizatora, vođa i ideologa Mlade Bosne.
Tada su ulične table u toj ulici imale pogrešno napisano prezime: Gačinović.
Nakon 1996. godine ulica je opet vratila svoj stari naziv, Veliki Alifakovac. Tako se i danas ulica zove. U naselju Alifakovac ima još mnogo važnih ulica, kao što su Podcarina, Ulica Braće Morića, Toplik i mnoge druge.